# 鬼幻茸竺鲷
鬼幻茸竺鲷（学名：Lachneratus phasmaticus）是輻鰭魚綱鈎頭魚目天竺鲷科鬼幻茸竺鲷属的唯一种， 原产于东太平洋和印度洋热带地区。 该种鱼可在水下裂缝或洞穴中找到，生活在水深3至104米的地方。其身长通常为7.4厘米。
1969年左右，有人在夏威夷附近捕捞上来一条未知的鱼类，从而发现了该物种。 后来，人们又在斐济附近捕捞到了这种鱼。1991年，科学家对其进行分类，将其归入一个新属。

## 命名
鬼幻茸竺鲷的属名是为了纪念美国鱼类学家Ernest A. Lachner。